# Dukla (gemeente)
De gemeente Dukla is een stad- en landgemeente in het Poolse woiwodschap Subkarpaten, in powiat Krośnieński.
De zetel van de gemeente is in Dukla.
Op 31 december 2006 telde de gemeente 17 019 inwoners.

## Oppervlakte gegevens
In 2002 bedroeg de totale oppervlakte van gemeente Dukla 332,5 km², waarvan:
- agrarisch gebied: 41%
- bossen: 52%

De gemeente beslaat 36,05% van de totale oppervlakte van de powiat.

## Demografie
Stand op 31 december 2006
| Omschrijving                   | Totaal | Totaal | Vrouwen | Vrouwen | Mannen | Mannen |
| ------------------------------ | ------ | ------ | ------- | ------- | ------ | ------ |
| eenheid                        | aantal | %      | aantal  | %       | aantal | %      |
| inwoners                       | 17 019 | 100    | 8683    | 51      | 8336   | 49     |
| bevolkingsdichtheid (inw./km²) | 51     | 51     | 26      | 26      | 25     | 25     |

In 2002 bedroeg het gemiddelde inkomen per inwoner 1308,26 zł.

## Administratieve plaatsen (sołectwo)
Barwinek, Cergowa, Chyrowa, Daliowa, Głojsce, Iwla, Jaśliska, Jasionka, Lipowica, Łęki Dukielskie, Mszana, Myszkowskie, Nadole, Nowa Wieś, Olchowiec, Posada Jaśliska, Równe, Szklary, Teodorówka, Trzciana, Tylawa, Wietrzno, Wola Niżna, Zawadka Rymanowska, Zboiska, Zyndranowa.

## Aangrenzende gemeenten
Chorkówka, Iwonicz-Zdrój, Komańcza, Krempna, Miejsce Piastowe, Nowy Żmigród, Rymanów.
De gemeente grenst aan Slowakije.